# Корпусний ядерний реактор

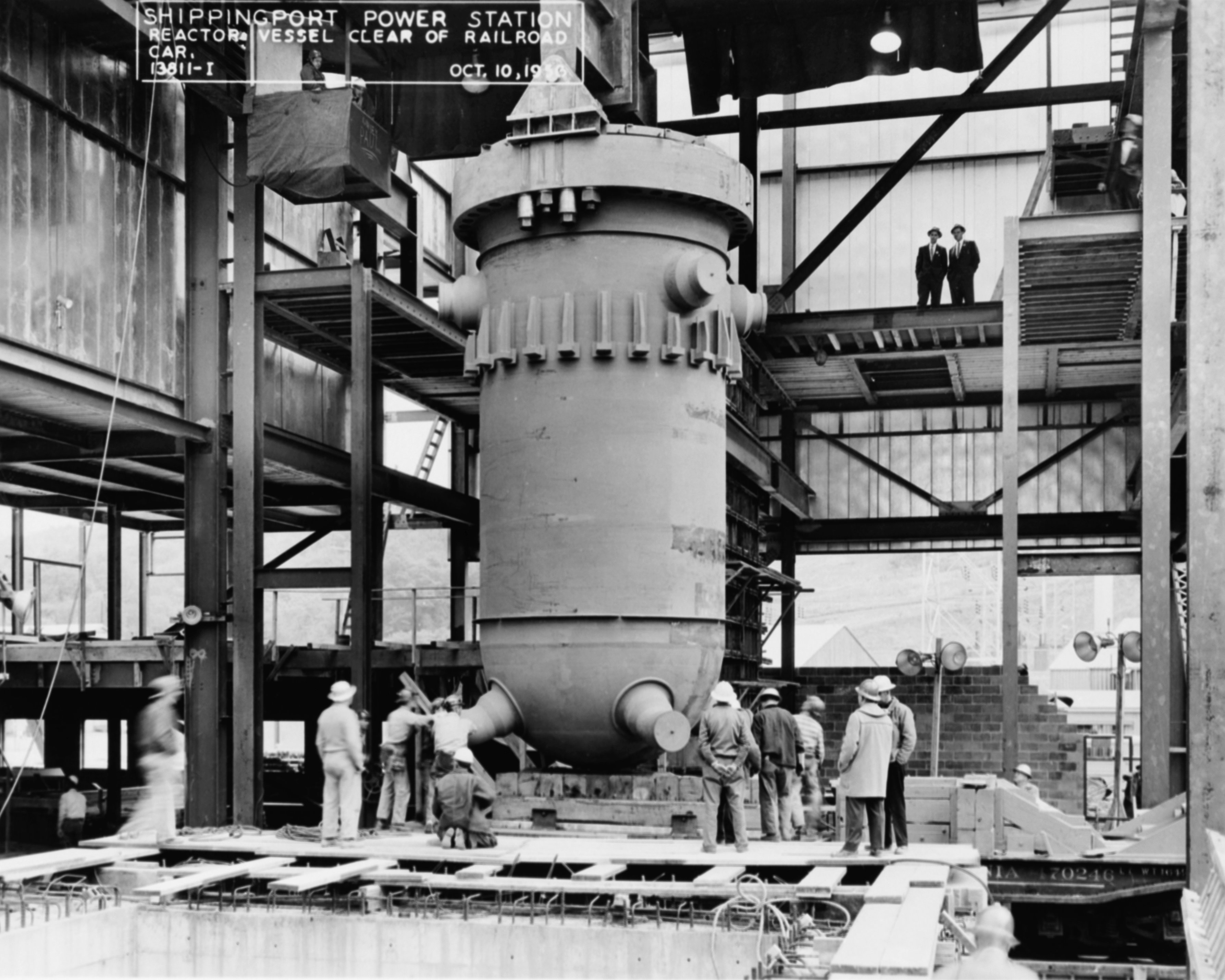
Корпус реактора, використаний на першій в США комерційній атомній електростанції. Фото 1956 року.

Корпусний ядерний реактор на атомній електростанції — це посудина під тиском, що містить теплоносій ядерного реактора, колону активної зони і активну зону реактора.

## Класифікація ядерних енергетичних реакторів

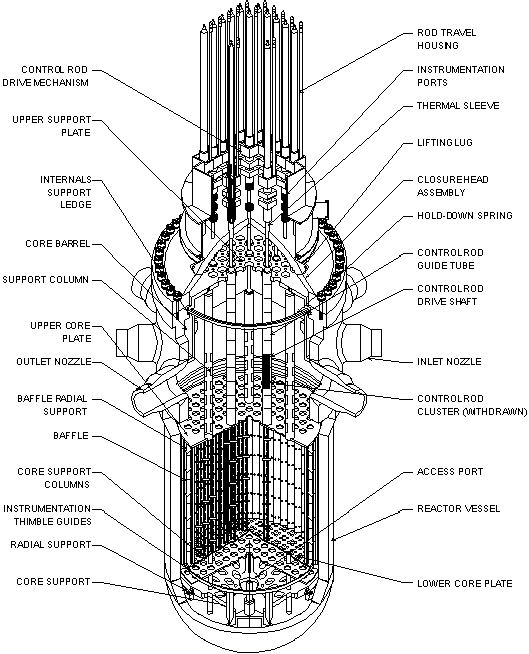
Типовий корпусний ядерний реактор

Російські радянські реактори РБМК мають кожну паливну збірку, укладену в окрему трубу діаметром 8 см, а не в корпус. Хоча більшість енергетичних реакторів мають корпус під тиском, вони, як правило, класифікуються за типом теплоносія, а не за конфігурацією корпуса, який використовується для розміщення теплоносія. Класифікації такі:
- Легководний реактор — включає водно-водяний реактор і киплячий реактор. Більшість енергетичних ядерних реакторів саме цього типу.
- Уран-графітовий реактор - включає Чорнобильський реактор (РБМК), який має надзвичайно незвичайну конфігурацію реактора порівняно з переважною більшістю атомних електростанцій у Росії та світі.
- Реактор з газовим охолодженням – включає покращений реактор із газовим охолодженням, реактор-розмножувач з газовим охолодженням на швидких нейтронах і високотемпературний реактор з газовим охолодженням. Прикладом реактора з газовим охолодженням є британський Magnox.
- Важководний реактор - використовує важку воду або воду з більшою, ніж нормальна, пропорцією ізотопу водню дейтерію. Однак D2O (важка вода) є дорожчою і може використовуватися як основний компонент, але не обов’язково як теплоносій у цьому випадку. Прикладом важководного реактора є канадський реактор CANDU.
- Реактор з рідкометалевим теплоносієм - для охолодження активної зони реактора використовується рідкий метал, наприклад натрій або сплав свинець-вісмут.
- Реактор на розплавах солей - як охолоджувач використовуються солі, як правило, фториди лужних і лужноземельних металів. Робота подібна до реакторів з рідкометалевим охолодженням з високими температурами та низьким тиском, зменшуючи тиск на корпус реактора порівняно з конструкціями з водяним або паровим охолодженням.

З основних класів корпусних реакторів водно-водяний реактор особливий тим, що під час роботи корпус зазнає значного нейтронного опромінення (так званого флюенсу) і в результаті може стати крихким з часом. Зокрема, більший корпус водно-водяного реактора краще захищений від потоку нейтронів, тому, хоча й дорожчий у виготовленні, насамперед через цей додатковий розмір, він має перевагу, оскільки не потребує  відпалювання для продовження терміну служби.
Відпалювання корпусів водно-водяних реакторів для продовження терміну їх служби є складною та високоцінною технологією, яку активно розвивають як постачальники ядерних послуг (AREVA), і оператори водно-водяних реакторів.

## Компоненти корпусу водно-водяного реактора

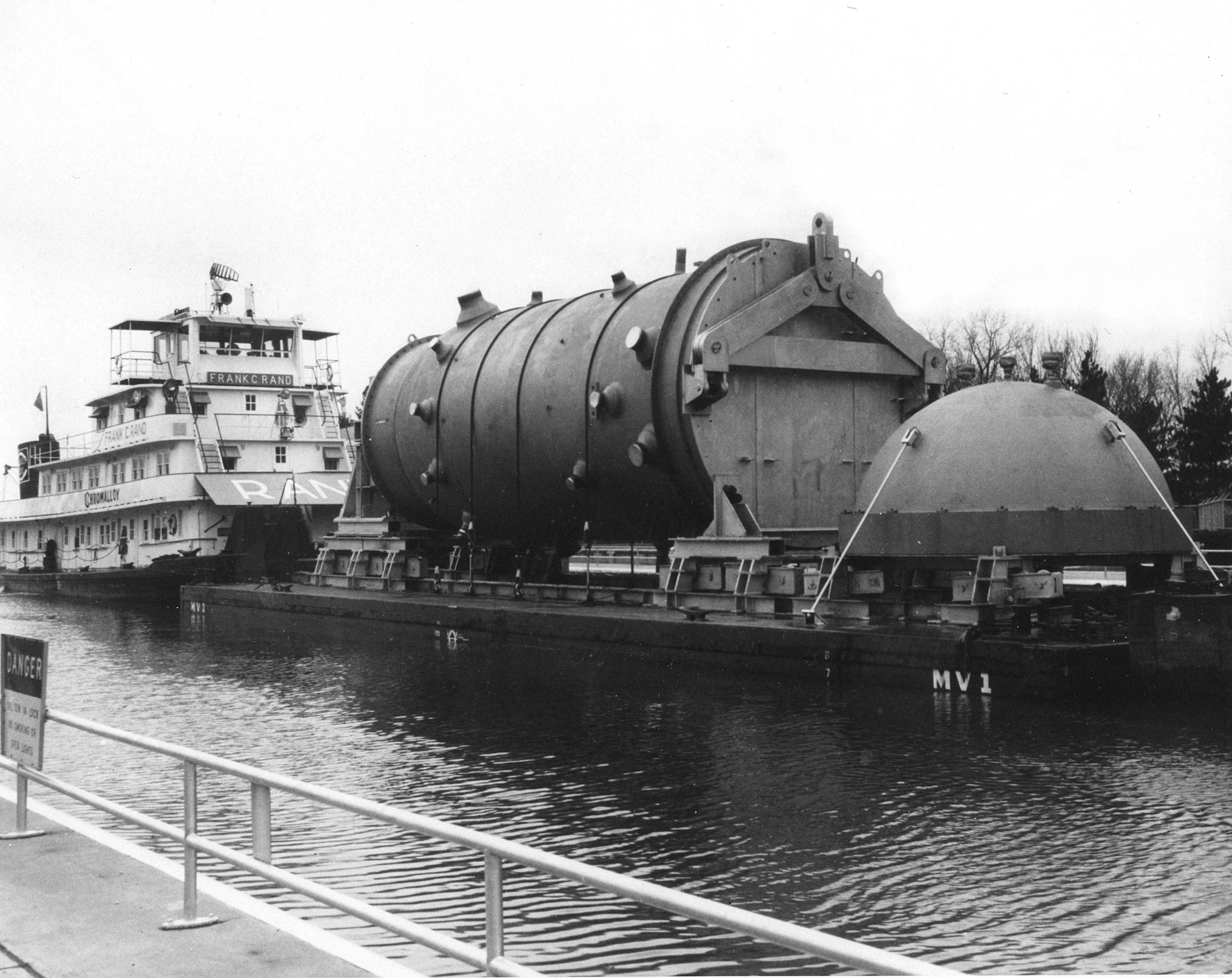
Корпус реактора та головка корпусу відправляються на Дрезденську АЕС

Усі корпуси водно-водяних реакторів мають деякі особливості незалежно від конкретної конструкції.

### Корпус реактора
Корпус реактора є найбільшим компонентом і призначений для розміщення паливної збірки, теплоносія та фітингів для підтримки потоку теплоносія та опорних конструкцій. Зазвичай він циліндричної форми і відкритий у верхній частині для завантаження палива.

### Головка корпусу реактора

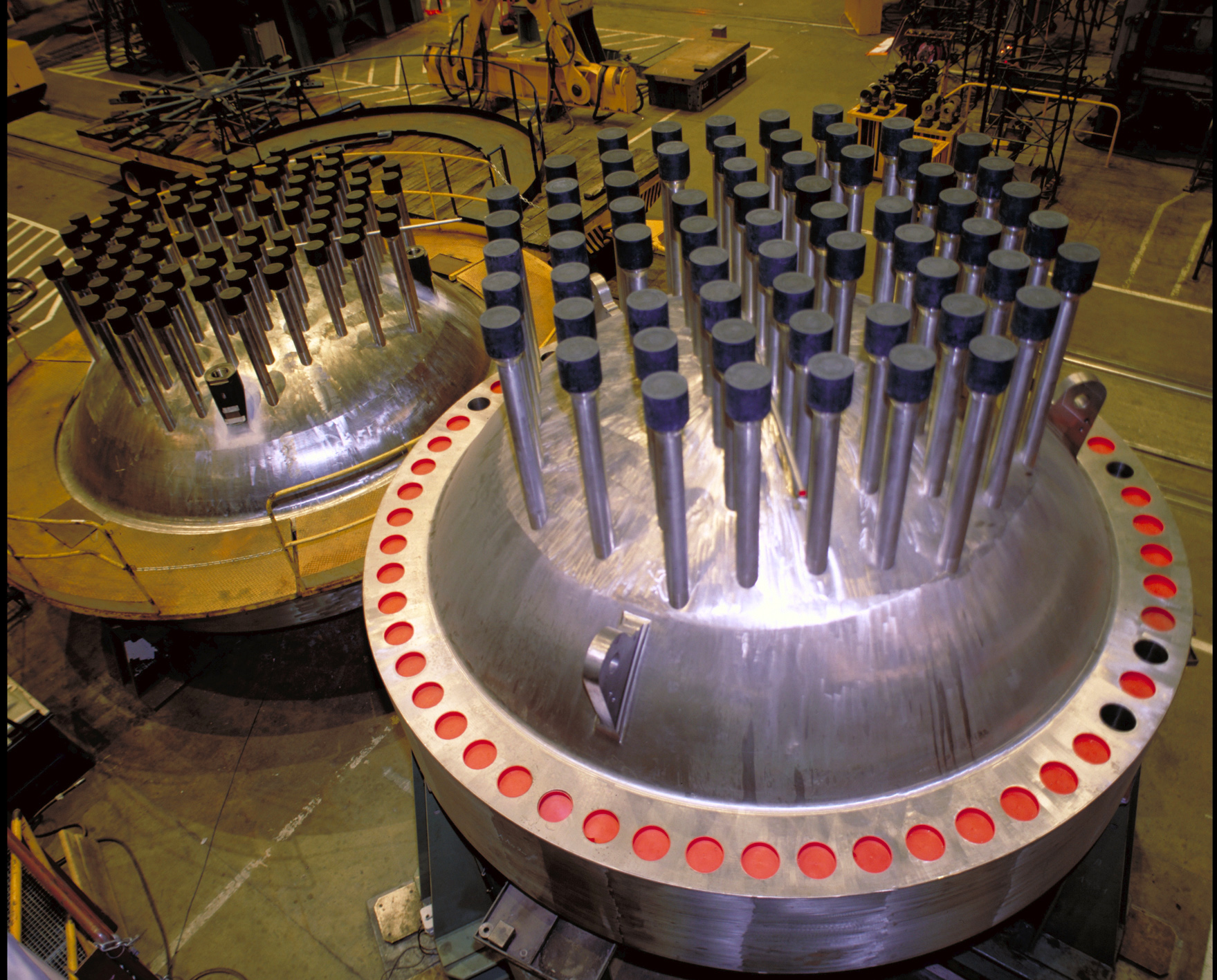
Головка корпусу реактора для водно-водяного ядерного реактора

Ця конструкція прикріплена до верхньої частини корпусу реактора. Вона містить прорізи, які дозволяють механізму приводу керуючого стрижня прикріпитися до стрижнів управління в паливній збірці. Зонд для вимірювання рівня теплоносія також потрапляє в корпус через головку корпусу реактора.

### Паливна збірка
Паливна збірка ядерного палива зазвичай складається з урану або уран-плутонієвих сумішей. Зазвичай це прямокутний блок з решітчастих паливних стрижнів.

### Відбивач чи поглинач нейтронів
Захищає внутрішню частину корпусу від швидких нейтронів, що вириваються з паливної збірки, є циліндричним щитом, обгорнутим навколо паливної збірки. Відбивачі відправляють нейтрони назад у паливну збірку для кращого використання палива. Основна мета полягає в тому, щоб захистити корпус від пошкоджень, викликаних швидкими нейтронами, які можуть зробити корпус крихким і зменшити термін його служби.

## Матеріали
Корпус відіграє вирішальну роль у безпеці водно-водяного реактора, і використовувані матеріали повинні бути здатними утримувати активну зону реактора при підвищених температурах і тисках. Матеріали, що використовуються в циліндричних оболонках корпусів, з часом розвивалися, але в цілому вони складаються з низьколегованих феритних сталей, одягнених у 3-10 мм аустенітної нержавіючої сталі. Облицювання з нержавіючої сталі в основному використовується в місцях, які контактують з охолоджувальною рідиною, щоб мінімізувати корозію. До середини 1960 року в корпусі використовували SA-302, клас B, молібден-магнієву пластинчасту сталь. Оскільки зміна конструкції вимагала більших резервуарів під тиском, для підвищення межі плинності було потрібно додавання нікелю до цього сплаву приблизно на 0,4-0,7% мас. Інші поширені сталеві сплави включають SA-533 Grade B Class 1 і SA-508 Class 2. Обидва матеріали містять основні легуючі елементи нікель, марганець, молібден та кремній, але остання також містить 0,25-0,45% мас. хрому. Усі сплави, наведені в довідці, також мають >0,04 мас.% сірки. Низьколеговані феритні сталі NiMoMn є привабливими для цієї мети завдяки їх високій теплопровідності та низькому тепловому розширенню, властивостями, які роблять їх стійкими до теплового удару. Однак, розглядаючи властивості цих сталей, необхідно враховувати їх реакцію на радіаційне ураження. Через суворі умови матеріал корпусу реактора часто є компонентом, що обмежує термін служби ядерного реактора. Розуміння впливу випромінювання на мікроструктуру, крім фізико-механічних властивостей, дозволить вченим створювати сплави, більш стійкі до радіаційного пошкодження.
У 2018 році Росатом оголосив, що розробив технологію термічного відпалу для корпусних реакторів, яка виправляє радіаційні пошкодження та подовжує термін служби на 15-30 років. Це було продемонстровано на блоці 1 Балаківської атомної електростанції.

### Радіаційні пошкодження металів і сплавів
Через природу виробництва ядерної енергії матеріали, які використовуються в корпусах реакторів, постійно піддаються бомбардуванню частинками високої енергії. Ці частинки можуть бути як нейтронами, так і осколками атома, утвореними подією поділу. Коли одна з цих частинок зіткнеться з атомом у матеріалі, вона передасть частину своєї кінетичної енергії і виб'є атом з його положення в ґратці. Коли це станеться, і цей первинний атом (PKA), який був зміщений, і частинка можуть відскочити та зіткнутися з іншими атомами в ґратці. Це створює ланцюгову реакцію, яка може призвести до зміщення багатьох атомів зі своїх початкових положень. Цей рух атомів призводить до створення дефектів багатьох типів. Накопичення різноманітних дефектів може викликати мікроструктурні зміни, які можуть призвести до погіршення макроскопічних властивостей. Як згадувалося раніше, ланцюгова реакція, викликана PKA, часто залишає слід вакансій і скупчень дефектів на краю. Це називається каскад зміщення. Багате вакансіями ядро каскаду зміщення також може згортатися в дислокаційні петлі. Внаслідок опромінення матеріали мають тенденцію утворювати більш високу концентрацію дефектів, ніж у типових сталях, а високі температури експлуатації викликають міграцію дефектів. Це може спричинити такі речі, як рекомбінація проміжних елементів і вакансій і групування подібних дефектів, які можуть створювати або розчиняти осади або порожнечі. Прикладами поглиначів або термодинамічно сприятливих місць для міграції дефектів є межі зерен, порожнечі, некогерентні осади та дислокації.

#### Радіаційна сегрегація
Взаємодія між дефектами та легуючими елементами може викликати перерозподіл атомів на раковинах, таких як межі зерен. Фізичний ефект, який може виникнути, полягає в тому, що певні елементи будуть збагачуватися або виснажуватися в цих областях, що часто призводить до крихкості меж зерен або інших шкідливих змін властивостей. Це пов’язано з тим, що існує потік вакансій у бік поглинача і потік атомів убік або до раковини, які можуть мати різні коефіцієнти дифузії. Нерівномірні швидкості дифузії викликають концентрацію атомів, яка не обов’язково буде відповідати  правильним пропорціям сплаву. Повідомлялося, що нікель, мідь і кремній, як правило, збагачуються в раковинах, тоді як хром, як правило, виснажуються. Результуючий фізичний ефект змінює хімічний склад на кордонах зерен або навколо пустот/некогерентних осадів, які також служать поглиначами.

#### Утворення пустот і бульбашок
Порожнечі утворюються через групування вакансій і, як правило, утворюються легше при вищих температурах. Бульбашки – це просто порожнечі, заповнені газом; вони створюються, якщо присутні реакції трансмутації, тобто газ утворюється внаслідок розпаду атома, викликаного нейтронним бомбардуванням. Найбільша проблема з пустотами та бульбашками - це нестабільність розмірів. Прикладом того, де це було б дуже проблематично, є ділянки з жорсткими допусками розмірів, наприклад різьба.

#### Променеве зміцнення
Створення дефектів, таких як порожнечі або бульбашки, осаду, дислокаційні петлі або лінії, а також кластери дефектів можуть зміцнити матеріал, оскільки вони блокують рух дислокації. Рух дислокацій – це те, що призводить до пластичної деформації. Хоча це затверджує матеріал, недоліком є втрата пластичності. Втрата пластичності або збільшення крихкості небезпечні для корпусних реакторів, оскільки це може призвести до катастрофічного виходу з ладу без попередження. Коли пластичні матеріали руйнуються, перед руйнуванням виникає значна деформація, яку можна контролювати. Крихкі матеріали будуть тріскатися та вибухати під тиском без особливої попередньої деформації, тому інженери мало що можуть зробити, щоб визначити, коли матеріал ось-ось пошкодиться. Особливо шкідливим елементом в сталях, який може призвести до затвердіння або крихкості, є мідь. Багаті Cu осади дуже малі (1-3 нм), тому вони ефективні при закріпленні дислокацій. Було визнано, що мідь є домінуючим шкідливим елементом у сталях, які використовуються для корпусів, особливо якщо рівень домішок перевищує 0,1% мас. Таким чином, розробка «чистих» сталей або сталей з дуже низьким рівнем домішок має важливе значення для зменшення радіаційного зміцнення.

#### Повзучість
Повзучість виникає, коли матеріал утримується під рівнями напруги нижче межі текучості, що викликає пластичну деформацію з часом. Це особливо поширене, коли матеріал піддається високим напруженням при підвищених температурах, оскільки дифузія та рух дислокації відбуваються швидше. Опромінення може викликати повзучість через взаємодію між напругою та розвитком мікроструктури. У цьому випадку збільшення коефіцієнтів дифузії внаслідок високих температур не є дуже сильним фактором, що викликає повзучість. Імовірно, що розміри матеріалу збільшаться в напрямку прикладеної напруги за рахунок створення дислокаційних петель навколо дефектів, що утворилися внаслідок радіаційного пошкодження. Крім того, прикладена напруга може дозволити проміжним тканинам легше поглинатися в дислокації, що сприяє підйому дислокації. Коли дислокації можуть рухатися, залишаються зайві вільні місця, що також може призвести до набряку.

#### Корозійне розтріскування під впливом опромінення
Внаслідок крихкості меж зерен або інших дефектів, які можуть слугувати ініціаторами тріщин, додавання радіаційного впливу на тріщини може спричинити міжкристалічне корозійне розтріскування під напругою. Основним фактором є воднева крихкість на вершинах тріщин. Іони водню утворюються, коли випромінювання розщеплює присутні молекули води, оскільки вода є охолоджувачем у корпусних реакторах, на OH− і H+. Існує кілька підозрюваних механізмів, які пояснюють водневу крихкість, три з яких — це «механізм декогезії», «теорія тиску» і «метод водневої атаки». У механізмі декогезії вважається, що накопичення іонів водню знижує міцність зв’язку метал-метал, що полегшує розщеплення атомів. Теорія тиску — це ідея, що водень може виділятися у вигляді газу на внутрішніх дефектах і створювати бульбашки всередині матеріалу. Напруга, викликана розширюваною бульбашкою на додаток до прикладеної напруги, є тим, що знижує загальну напругу, необхідну для руйнування матеріалу. Метод водневої атаки подібний до теорії тиску, але в цьому випадку є підозра, що водень реагує з вуглецем у сталі з утворенням метану, який потім утворює пухирі та бульбашки на поверхні. У цьому випадку додаткова напруга від бульбашок посилюється зневуглецюванням сталі, що послаблює метал. На додаток до водневого крихкості, повзучість, викликана радіацією, може призвести до ковзання меж зерен щодо одне одного. Це ще більше дестабілізує межі зерен, полегшуючи поширення тріщини по її довжині.

## Проектування радіаційно-стійких матеріалів для корпусів реакторів
Дуже агресивні середовища вимагають нових підходів до матеріалів, щоб боротися зі зниженням механічних властивостей з часом. Один із методів, який намагалися використати дослідники, — це введення засобів для стабілізації зміщених атомів. Це можна зробити, додаючи межі зерен, великі розчинені речовини або невеликі оксидні диспергатори, щоб мінімізувати переміщення дефектів. Завдяки цьому буде менше радіаційної сегрегації елементів, що, у свою чергу, призведе до більш пластичних меж зерен і меншого міжкристалічного корозійного розтріскування під напругою. Блокування дислокації та переміщення дефектів також допоможе підвищити опір повзучості через радіацію. Повідомлялося про спроби запровадити оксиди ітрію для блокування руху дислокацій, але було виявлено, що технологічна реалізація представляла більшу проблему, ніж очікувалося. Необхідні подальші дослідження для продовження підвищення стійкості до радіаційного ураження конструкційних матеріалів, що використовуються на атомних електростанціях.

## Виробники
Через надзвичайні вимоги, необхідні для створення великих найсучасніших корпусів реакторів, що працюють під тиском, і обмежений ринок, станом на 2020 р. є лише кілька виробників у світу, включаючи:
- китайські First Heavy Industries,[10] Erzhong Group, Harbin Electric[en] та Shanghai Electric[en];
- французька Framatome[11] (колишня Areva)[12];
- індійська L&T Special Steels and Heavy Forgings Limited (дочірньої компанії конгломерату Larsen & Toubro's[en]) у партнерстві з Bhabha Atomic Research Centre[en] та NPCIL[13][9][14][15][16];
- японські Japan Steel Works[en] та IHI Corporation (у спільному підприємстві з Toshiba, в минулому)[17][18];
- російські Об'єднані машинобудівельні заводи[ru]  та Атоммаш;
- південно-корейська Doosan Group.